# Viaduc de Port-Nieux
Le viaduc de Port-Nieux a été construit par Louis Harel de la Noë pour les chemins de fer des Côtes-du-Nord en France. Il est situé sur les communes de Plévenon et Fréhel . Ce viaduc a été construit en 1922 pour la ligne Yffiniac - Matignon, sur la section Plévenon et Matignon inaugurée le 27 juin 1926.
Ses principales caractéristiques sont :
- 7 arcs de 12 m entourant un arc central de 38,5 m
- longueur totale : 208 m
- hauteur : 29 m